# موژشچن
موژشچن (به لاتین: Morzeszczyn) یک روستا در لهستان است که در گمینا موژشچن واقع شده‌است. موژشچن ۶۸۴ نفر جمعیت دارد.